# Hornsbergskyrkan
Hornsbergskyrkan är en kyrkobyggnad i Hornsberg på centrala Frösön. Den är "tätortskyrka" i Frösö, Sunne och Norderö församling i Härnösands stift, och invigdes den 3 september 1966 av biskop Ruben Josefsson.
Ansvarig projektledare för den grupp av arkitekter och konstnärer som låg bakom Frösö nya förvaltningscentrum med kyrka och medborgarhus var arkitekt Yngve Tegnér.

## Exteriör
Kyrkan är asketiskt utformad med vitrappade väggar och sparsam utsmyckning, och ger nästan intryck av att vara ett kloster. Sakristian och dopkapellet ligger i anslutning till kyrksalen. Utvändigt är byggnaden beklädd med helsingborgstegel.

## Interiör
Över altaret hänger en modern träskulptur föreställande Kristus på korset skapad av K.G. Bejemark. Han har även smyckat predikstolen med de fyra evangelisterna. Den nuvarande orgeln med 25 stämmor invigdes 1981, och är tillverkad av orgelfirman Johannes Mentzel i Härnösand.

## Övrigt
Invid kyrkan står Frösöstenen, Sveriges nordligaste runsten, som restes omkring år 1050. Enligt inskriptionen rest av Östman som även enligt texten kristnade Jämtland.